# Solanum incanum
Solanum incanum là loài thực vật có hoa trong họ Cà. Loài này được Carl Linnaeus miêu tả khoa học đầu tiên năm 1753.
Tại Ấn Độ cổ đại, Solanum incanum được thuần dưỡng thành cà tím (Solanum melongena). Trong kinh thánh, đôi khi nó được sử dụng như là "hàng rào gai" (tiếng Hebrew: מְשֻׂכַת חָדֶק).